# Цаава, Дали Борисовна
Да́ли Бори́совна Цаа́ва (груз. დალი ცაავა, 1947, Сенаки, Грузинская ССР, СССР — 2003, Тбилиси, Грузия) — грузинская поэтесса.

## Биография
Детство провела в Сухуми, где начала писать стихи. Окончив среднюю школу в Сухуми, Дали отправилась учиться в Санкт-Петербург. 
Училась на факультете журналистики ЛГУ, но вскоре перешла на заочный факультет Литературного института,  где её поэтическим руководителем был Гарольд Регистан, а студенческой подругой Татьяна Никольская. После конфликта с руководителем (отказалась писать стихи про Братскую ГЭС) Цаава окончила институт уже как переводчик, в качестве дипломной работы перевела на грузинский язык «Поэму без героя» Ахматовой, которая  была опубликована впоследствии в Грузии. 
Дали Цаава прожила в Ленинграде двадцать лет. Позже вернулась в Тбилиси и начала работать учительницей русского языка в немецкой школе № 6. Опубликовала сборник стихов «Евксинский понт». Кумирами Дали были грузинские поэты: Галактион Табидзе, Терентий Гранели.

## Творчество
Стихи Цаавы основаны на грузинском фольклоре, грузинском мифе. Её поэтический руководитель Гарольд Регистан называл её стихи слишком сложными. Для того, чтобы написать поэму о Медее-травнице «Евксинский понт», она изучала древнегрузинские книги по травам и лечебники.
Дали Цаава написала книгу воспоминаний — «Сны в кожаном кресле», перевела на грузинский язык «Реквием» Ахматовой.

## Имя Цаавы в «Грузинской песне» Булата Окуджавы
Существует мнение, что именно ей Булат Окуджава посвятил строки с именем Дали из «Грузинской песни»:

В темно-красном своём будет петь для меня моя Дали,
В чёрно-белом своём преклоню перед нею главу,
И заслушаюсь я, и умру от любви и печали,
А иначе зачем на земле этой вечной живу?

Об этом пишет Дмитрий Быков в книге о Булате Окуджаве («ЖЗЛ», 2008). В 1967 году 19-летняя Цаава принесла на рецензию свои стихи Окуджаве. Булат Окуджава, не знавший грузинского, познакомил Дали Цааву с поэтом Михаилом Квливидзе, который высоко оценил её стихи и рекомендовал их к публикации. В феврале 1983 года, когда Булат Окуджава приезжал в Тбилиси с концертом, после выступления Цаава подарила ему свою уже изданную книжку стихов.

## Цаава и Бродский
Цаава прислала Иосифу Бродскому свои стихи с признанием в любви.
Бродский ответил прохладно:

Ну, как тебе в грузинских палестинах?
Грустишь ли об оставленных осинах?
Скучаешь ли за нашими лесами,
когда интересуешься Весами,
горящими над морем в октябре?
И что там море? Так же ли просторно,
как в рифмах почитателя Готорна?
И глубже ли, чем лужи во дворе?

Впоследствии, в день рождения Иосифа Бродского, Цаава навещала с цветами его родителей.

## Личная жизнь
Цаава вышла замуж в Ленинграде, родила двух сыновей, старшего зовут Гурам и младшего — Георгий. Тяжело болела с середины 1990-х годов, умерла в Тбилиси в 2003 году.